# Спортклуб (Софія)
Футбольний клуб «Спортклуб» Софія (болг. ФК Спортклуб София) — колишній болгарський футбольний клуб із Софії, що існував у 1912—1944 роках. Домашні матчі приймав на однойменному стадіоні, місткістю 5 000 глядачів.

## Досягнення
- Чемпіонат Болгарії
  - Чемпіон: 1935.